# 青梅竹馬 (電影)
《青梅竹馬》，1985年在台灣上映的電影，導演為楊德昌，編劇朱天文、侯孝賢，男主角侯孝賢，女主角蔡琴。本片為台灣新浪潮電影作品之一，曾獲1985年第22屆金馬獎最佳男主角提名，盧卡諾影展特別推薦獎。
2017年，發行了由世界電影計劃完成的電影4K修復版本。

## 劇情
阿隆與阿貞是一對交往很久的情侶，阿隆在台北迪化街經營布行，懷抱著老式的行為及價值觀念，阿貞則是一間建築公司的高級助理，甚受上司梅小姐重用，生活較傾向於新興中產雅痞階級。後來，阿貞因公司遭併購而失業，連絡舊日主管亦未獲實質幫助。前同事因家庭問題內心鬱悶，找不到出路的兩人逐漸曖昧。年輕時代曾是棒球好手的阿隆沉溺昔日榮光，又與舊情人藕斷絲連。阿隆與阿貞兩人因生活型態與價值觀的歧異，逐漸產生隔閡。兩人原計劃移民美國投靠阿隆姊夫做生意，但賣房籌措之資金不得不轉用於為生意失敗的阿貞父親解困。阿貞不以為然，但阿隆堅持已見。阿貞與妹妹的年輕朋友們打成一片，吸引其中一名年輕人注意。年輕人一日跟蹤阿貞回家，與送女友回家後出門的阿隆產生衝突。阿隆被刺一刀，勉力坐在路旁抽菸回憶。阿貞前主管東山再起，準備重用阿貞。昔日與將來的上司與下屬兩人在新公司預定地勘址，阿貞一面回答主管的提問一面想及與阿隆的難乎為繼，斯時正當大量失血的阿隆被道上救護車，生死不明。

## 概述
本片為楊德昌導演的第二部作品，由侯孝賢抵押房子出資拍攝。在1985年上映時，市場反應冷淡，只上映四天便下檔。2017年以數位修復版重新上映在少量藝術戲院。根據台灣國際紀錄片影展的說法，《青梅竹馬》展示了楊德昌在進入經濟轉型的華人社會時，對於中產階級毫不妥協的批判，剖析了女主角的情感脆弱，在她日夜戴著的太陽鏡後面掩飾試圖逃離過去的徒勞

## 人物角色
| 演員   | 角色   | 介紹               |
| 蔡琴   | 阿貞   |                    |
| 侯孝賢 | 阿隆   |                    |
| 柯一正 | 小柯   | 建築師，阿貞的同事 |
| 柯素雲 | 阿娟   | 阿隆的舊情人       |
| 吳念真 | 阿欽   | 阿隆的朋友         |
| 林秀玲 | 阿玲   | 阿貞的妹妹         |
| 孫鵬   |        | 追求阿貞的年輕人   |
| 張世   |        |                    |
| 吳炳南 |        | 阿貞的父親         |
| 梅芳   |        | 阿貞的母親         |
| 賴德南 | 賴桑   | 棒球教練           |
| 陳淑芳 | 梅小姐 | 阿貞的上司         |
| 呂德明 |        |                    |
| 楊書堯 | 楊仔   |                    |
| 楊麗音 |        | 阿欽的妻子         |
| 丁乃竺 |        | 小柯的妻子         |

## 獎項
| 主辦單位         | 獎項             | 受獎者 | 階段／結果 |
| ---------------- | ---------------- | ------ | ---------- |
| 第22屆金馬獎     | 最佳男主角       | 侯孝賢 | 提名       |
| 第22屆金馬獎     | 最佳攝影         | 楊渭漢 | 提名       |
| 1985年盧卡諾影展 | 國際影評人協會獎 |        | 獲獎       |

## 外部連結
- 開眼電影網上《青梅竹馬》的資料（繁體中文）
- 香港影庫上《青梅竹馬》的資料（繁體中文）
- 时光网上《青梅竹馬》的資料（简体中文）
- 豆瓣电影上《青梅竹馬》的資料 （简体中文）
- 爛番茄上《青梅竹馬》的資料（英文）
- AllMovie上《青梅竹馬》的资料（英文）
- 互联网电影数据库（IMDb）上《青梅竹馬》的资料（英文）